# كارين بريجز
كارين بريجز (بالإنجليزية: Karen Briggs)‏ (مواليد 1963) عازفة كمان أمريكية. ولدت في مدينة نيويورك، ونشأت في بورتسموث، فيرجينيا. درست العزف على آلة الكمان في سن مبكرة، درست في جامعة نورفولك في فيرجينيا، بعد تخرجها من ثانوية وودرو ويلسون سنة 1981 وهناك تخصصت في دراسة الموسيقى والإعلام. وفي سنة 1983 عزفت مع فرقة الأوركسترا في ولاية فيرجينيا، واستمرت فيها أربع سنوات. ثم رجعت إلى نيويورك، وحصدت في هذه الفترة الكثير من الجوائز التقديرية. تزوجت في سنة 1988 وانتقلت إلى مدينة لوس أنجلوس وعملت مع فرق موسيقية حتى ذاع صيتها في أمريكا واليابان.
وفي سنة 1991، بدأت العمل مع الملحن المعاصر ياني , واستمرت في العمل معه لمدة ثلاثة عشر عاماً. تجولت مع فرقته حول العالم، وعزفت معه في حفلاته المباشرة، وسجلت معه الكثير من الألبومات ومنها حفلة أكروبوليس. وقد كان ظهورها في حفلة القومية سنة 2004 هي آخر ظهور لها مع ياني.
عُرفت بريجز في أسلوبها الارتجالي في عزف موسيقى الجاز والموسيقى الدينية التي تنظمها الهيئات والكنائس المسيحية.

## روابط خارجية
- كارين بريجز على موقع IMDb (الإنجليزية)
- كارين بريجز على موقع ميوزك برينز (الإنجليزية)
- كارين بريجز على موقع أول ميوزيك (الإنجليزية)
- كارين بريجز على موقع ديسكوغز (الإنجليزية)